# STS-39
STS-39 foi uma missão da nave Discovery, dedicada ao Departamento de Defesa dos Estados Unidos, realizada entre abril e maio de 1991.

## Tripulação
| Posição                  | Astronauta         |
| ------------------------ | ------------------ |
| Comandante               | Michael Coats      |
| Piloto                   | Blaine Hammond Jr. |
| Especialista de missão 1 | Guion Bluford      |
| Especialista de missão 2 | Gregory Harbaugh   |
| Especialista de missão 3 | Richard Hieb       |
| Especialista de missão 4 | Donald McMonagle   |
| Especialista de missão 5 | Charles Veach      |

## Parâmetros da missão
- Massa:
  - Aterrissagem do orbitador com carga: 95 846 kg
  - Carga: 5 663 kg
- Perigeu: 248 km
- Apogeu: 263 km
- Inclinação: 57.0°
- Período: 89.6 min

## Principais fatos
O lançamento da missão ocorreu em 28 de Abril de 1991, às 7:33:14 a.m. EDT. O lançamento havia sido originalmente agendado para 9 de Março, porém durante o trabalho de processamento no Pad A, rachaduras significativas foram encontradas em todas as quatro dobradiças de arrasto nos mecanismos de movimento de porta nos dois tanques externos. Os diretores da NASA optaram por levar o veículo de volta ao OPF para reparos. As dobradiças foram substituídas com unidades retiradas do ônibus espacial Columbia, e reforçadas. O Discovery retornou à base de lançamento em 1 de Abril, o lançamento foi marcado para o dia 23 de Abril. A missão foi novamente adiada quando, durante o abastecimento pré-lançamento do tanque externo, um transdutor na turbobomba oxidadora de alta pressão do motor principal número três mostrou leituras fora das especificações. O transdutor e seu cabo foram substituídos e testados. O lançamento foi retransferido para o dia 28 de Abril e ocorreu com sucesso. O peso no lançamento foi de: 247 373 lb (112 207 kg).
Esta foi uma missão dedicada do Departamento de Defesa. A carga não classificada incluía o Air Force Program-675 (AFP675); o Infrared Background Signature Survey (IBSS) com Velocidade de Ionização Crítica (CIV), o Observatório de Liberação Química (CRO) e os experimentos do  Shuttle Pallet Satellite-II (SPAS-II)m o Space Test Payload-1 (STP-1). A carga classificada consistia de um Multi-Purpose Release Canister (MPEC). Também a bordo estava o Equipamento de Monitoração de Radiação III (RME III) e o Cloud Logic para Uso Otimizados dos Sistemas de Defesa-IA (CLOUDS-I).
A STS-39 foi a primeira missão com um ônibus espacial dedicada do Departamento de Defesa (DoD). Ocorreram anteriormente sete missões com ônibus espaciais dedicadas do DoD, porém estas foram consideradas classificadas e as informações sobre o sucesso das cargas ou dos experimentos não foi liberadas. Na STS-39, apenas a carga no Multi-Purpose Experiment Canister (MPEC) foi listada como secreta.
O grupo foi dividido em dois times para operações baseadas no horário. Entre outras atividades, o grupo realizou observações da atmosfera e das liberações de gases no ambiente orbital do Discovery, e disparou os motores do veículo, em comprimento de onda variando do infravermelho até o ultravioleta. Como parte dos experimentos sofisticados, cinco satélites foram lançados do compartimento de carga, e um foi recuperado posteriormente durante a missão.

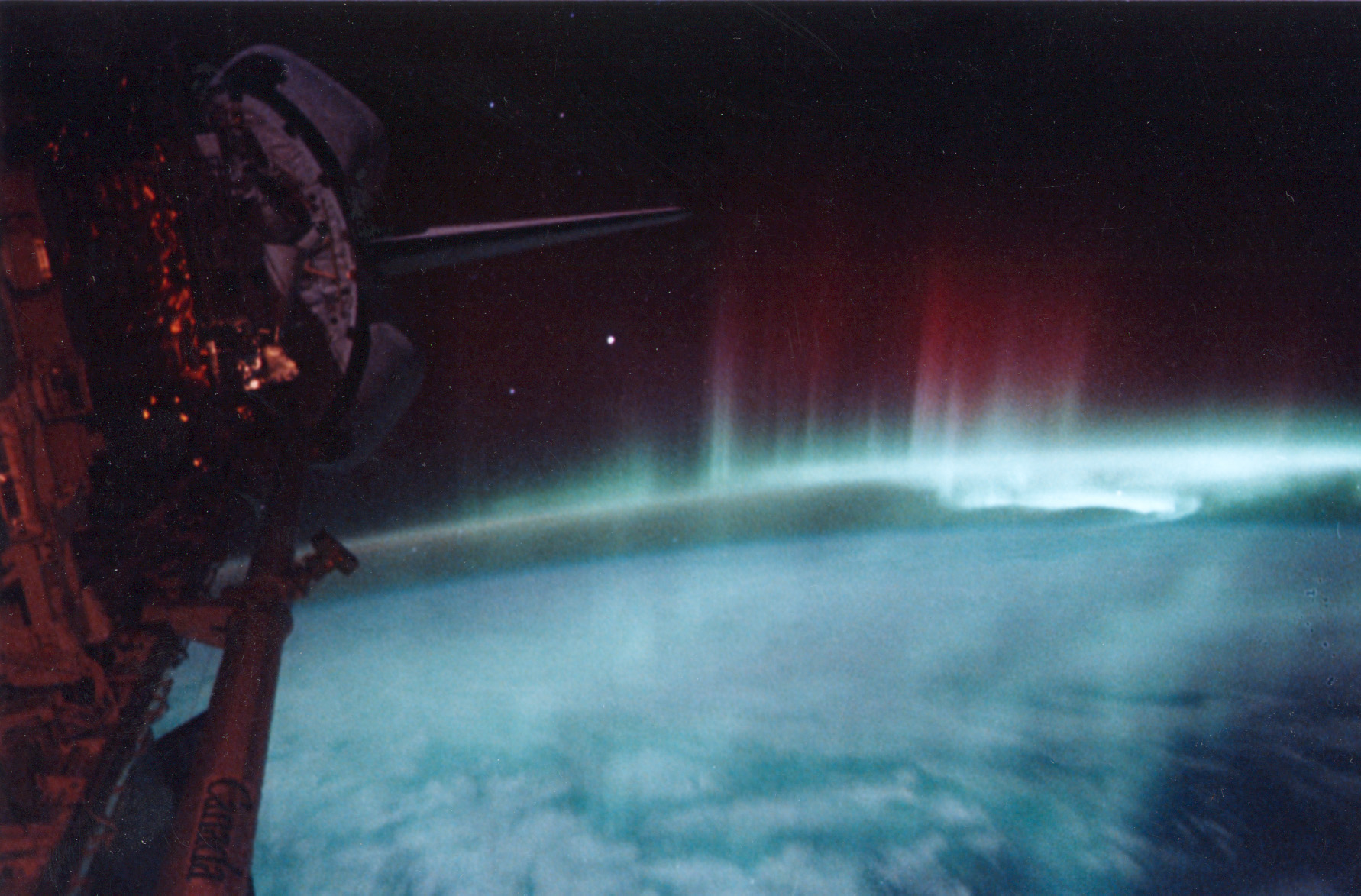
STS-39 observando a aurora austral.

O braço do Sistema da Manipulação Remota no compartimento de carga foi utilizado para lançar o Shuttle Pallet Satellite-II (SPAS-II), no qual o IBSS estava montado. Entre outras observações, o SPAS-II/IBSS observou o Discovery conforme ele realizava uma série de manobras aéreas, incluindo o "Malarkey Milkshake." O lançamento do IBSS foi atrasado em um dia, até o quarto dia de voo, para que fosse dada prioridade à completação do experimento CIRRIS (Cryogenic Infrared Radiance Instrumentation for Shuttle) que estava esgotando seu resfriador de hélio líquido mais rápido do que era esperado enquanto fazia observações da aurora e das emissões de ar.
Como é usual, os membros do grupo enfrentaram alguns desafios durante a missão. Após terem trabalhado por apenas cerca de quatro horas, dois gravadores de vídeo não puderam ser reativados. Os gravadores foram projetados para gravarem as observações feitas por três instrumentos no AFP-675. Em uma operação complicada com duração de duas horas. os astronautas tiveram que rotear fios e adicionar um fio a um sistema de antena Ku-band, de modo que os dados poderiam ser enviados diretamente para uma estação em terra.
A alta inclinação orbital da missão, 57 graus com relação ao equador permitiu que o grupo voasse sobra grande parte das massas terrestres da Terra e observasse e gravasse áreas com recursos ou problemas.
A aterrissagem ocorreu em 6 de Maio de 1991, às 2:55:35 p.m. EDT, na Runway 15 do Centro Espacial Kennedy, Flórida. A distância de rolagem foi de 9 235 pés, o tempo de rolagem foi de 56 s. A aterrissagem divergiu para o Cabo Kennedy devido aos ventos forte no local de aterrissagem planejado, a Base Aérea de Edwards. O peso na aterrissagem foi de 211 512 lb (95 940 kg).